# Santa Teresa di Riva
Santa Teresa di Riva ist eine Gemeinde in der Metropolitanstadt Messina in der Region Sizilien in Italien mit 9265 Einwohnern (Stand 31. Dezember 2023).

## Lage und Daten
Santa Teresa di Riva liegt 34 km südwestlich von Messina. Die Einwohner arbeiten hauptsächlich in der Landwirtschaft, in der Metall- und der Zementverarbeitung. Die Gemeinde profitiert von der günstigen Lage am Ionischen Meer.
Die Nachbargemeinden sind Casalvecchio Siculo, Furci Siculo, Sant’Alessio Siculo und Savoca.

## Geschichte
An der Stelle von Santa Teresa di Riva stand der Hafen von Savoca (Marina di Savoca). Marina di Savoca wurde 1849 zerstört. An der Stelle wurde 1853 die Gemeinde wieder aufgebaut und erhielt ihre Unabhängigkeit. 

## Bauwerke
- Kirche Madonna del Carmelo
- Kirche Sacra Famiglia
- Kirche Madonna di Portosalvo
- Kirche S. Vito